# Die
Die [di] ist eine französische Gemeinde mit 4796 Einwohnern (Stand: 1. Januar 2022) im Département Drôme.

## Geografie
Die Umgebung der Stadt an der Drome in den Voralpen ist provenzalisch geprägt. Sie wird nach der Stadt Diois genannt. Das touristisch reizvolle Städtchen liegt 67 km östlich von Valence in einer Höhe von 400 m in einer weiten, flachen Talebene. Rund 30 % des Departements sind bewaldet. Umrahmt wird diese Landschaft vom Gebirge und Naturschutzgebiet des Vercors, der Montagne de Lans, der Triéves und Ketten alpiner Bergzüge im Osten. Das Gemeindegebiet liegt im Regionalen Naturpark Vercors.
Die Stadt gibt den moussierenden (Schaum-)Weinen Clairette de Die und Crémant de Die ihren Namen.

## Geschichte
Etymologisch wird der Name der Drôme von dem griechischen Wort Druna (= Eiche) abgeleitet, da dieses Gebiet früher insbesondere in den ebenen Teilen große, geschlossene Eichenwälder beherbergte. Die (früher: Dye) leitet sich von der gallisch-römischen Göttin Andarta (Dea Augusta Vocontiorium) ab, die hier in der nördlichen Hauptstadt des Volksstammes der Vocontier verehrt wurde. Aus dieser Zeit stammen die Stadtmauern und das historisch wertvolle Tor Saint Marcel. Seit 325 bis ins 18. Jahrhundert war Die Bischofssitz und hat daher die Kathedrale Notre Dame und die Kapelle St. Nikolaus erhalten. Einer der ersten Bischöfe war Nicasius von Die, der im Jahr 325 als einer von  fünf Bischöfen des westlichen Römischen Reiches am Ersten Konzil von Nicäa teilnahm.

### Hugenottenverfolgung in Die / im Diois
Ein Auslöser für die sehr frühe (erste offizielle Kontakte 1952) und bis heute sehr rege deutsch-französische Städtepartnerschaft zwischen Die und Louisendorf-Frankenau (Hessen) sind die Folgen der Hugenottenverfolgung im 17. Jahrhundert, die eine Fluchtwelle von einer Viertelmillion Menschen auslöste. 118 Flüchtlinge aus dem Diois fanden zunächst durch den Landgrafen von Hessen-Cassel mit Erlass vom 4. Juni 1688 eine Einweisung in das „Wüstungs- und Waldgelände“ Hammonhausen (heute Dorf und Gemarkung Louisendorf) eine Aufnahme und das Ende ihrer Flucht. Bis heute gibt es in Louisendorf noch nachweisbare hugenottische Familienwurzeln und altfranzösische Inschriften, z. B. an Scheunenbalken. Erst Anfang 2000 verstarben die letzten Einwohner, die noch das damalige Französisch als Umgangssprache pflegten. Auf beiden Länderseiten wird die hugenottische Vergangenheit bis heute intensiv gepflegt.
Schon seit dem 13. Jahrhundert wurde das Diois mit neuen Ideen von waadtländischen „Hausierern“ (Waldenser aus dem Westschweizer Kanton Waadt), seit dem 16. Jahrhundert mit den lutherischen und calvinistischen Protestantismus bekannt. Mitte des 16. Jahrhunderts war er in der Gegend bereits fest verwurzelt, seit ca. 1560 war Hugenotten die gebräuchliche Bezeichnung für die französischen Protestanten. Die Reformation wurde vom Klerus der Stadt selbst eingeleitet, Die zu einer Hochburg.
Ab 1562 bis zum Edikt von Nantes 1598 – der Erlass von Heinrich IV. sollte den Hugenotten die Religionsfreiheit gewähren – fanden die ersten acht Hugenottenkriege statt. In dieser Zeit wechselten die bedeutendsten Orte mehrfach die Besatzer, darunter auch Die. Zu ihrem Prestige trug seit 1604 eine protestantische Académie bei, bestehend aus einem klassischen Gymnasium und einer Universität mit 120–130 Studenten. Hochschullehrer wie Antoine Crégut (später Lehrstuhl für Theologie in Heidelberg) und Thomas Gauthier, der als Professor für Theologie wirkte und nach seiner Ausweisung 1685 an der Universität Marburg tätig wurde, haben hier unterrichtet.
Zwischen 1600 und 1643 wurden die bewaffneten Auseinandersetzungen durch öffentliche religiöse Streitgespräche, mehrere davon in Crest, zwischen den Anhängern der hugenottischen und der katholischen Kirche abgelöst. Diese wurden oft in polemischen Werken wiedergegeben, die ihrerseits teils harte juristische Folgen, in erster Linie für die Hugenotten, bis zur Verbannung hatten.
Ab Mitte des 17. Jahrhunderts verschärfte sich der Druck auf die Hugenotten durch immer stärker einengende Vorschriften und Gesetze – ausgehend von Rom und Paris –, teils fanatisch betrieben von den örtlichen Intendanten. 1662 wurde ein Arrêt du Conseil d’Etat – ein offizieller staatlicher Erlass – bekannt gegeben, wonach die Beisetzung eines Hugenotten nur noch „außerhalb des Gemeindefriedhofs vor Sonnenaufgang oder nach Sonnenuntergang“ erfolgen durfte. Dies führte zu dem Brauch, der schließlich – entgegen den eigentlichen jesuitischen Absichten – als ehrenhaftes Recht der Beerdigung in „eigener, von Gott gegebener Erde“ (ab ca. 1685) umfunktioniert wurde. So findet man noch heute viele „private Friedhöfe“ in der Gegend, meist kleine, gut gepflegte, eingezäunte Areale in der Nähe alter Gehöfte oder Kleinstsiedlungen. Dieses Ausnahmerecht hat bis heute Bestand.
Die Unterdrückung mündete schließlich in offene Verfolgung, die unter Ludwig XIV. ab 1685, mit der Annullierung des Edikts von Nantes, einen Höhepunkt erreichte. „Im Winter von 1683 auf 1684 hausten die Dragoner schrecklich im Diois und im März 1684 waren bereits neun protestantische Temples (Kirchen) geschlossen sowie 19 zerstört.“ Auch die Académie wurde geschlossen. Der für das Diois zuständige Intendant Bouchu in Grenoble wird als besonders hart und gehässig gegenüber den Hugenotten beschrieben, so dass sogar der König sich genötigt sah, strafmildernd einzugreifen. Unter den Dragonaden wurden die Verbliebenen zu einem „freiwilligen“ Religionswechsel gezwungen, dennoch von der Kirche als Katholiken zweiter Klasse diskreditiert. Die hugenottische Kirche im Untergrund festigte sich dadurch umso mehr.
Die Fluchtwege der Hugenotten waren die Wälder und die unwegsamen Schluchten durch die östlichen Gebirgszüge. Für die Menschen aus dem mittleren Diois und Die selbst war es der Col de Menée; später flüchtete man u. a. über das Vallon de Combeau nach Mens und Trièves. Da dies Zentren der protestantischen Bewegung war, konnten Flüchtlinge hier mit Hilfe rechnen. Viele zog es weiter: nach Genf, Lausanne, Neuchâtel, einige über Frankfurt am Main und dann in Richtung des Großraums Marburg – wo Thomas Gauthier tätig war – und nach Brandenburg.
Die verbleibenden „Unbelehrbaren“ trafen sich seit 1687 zu verbotenen, gottesdienstähnlichen Versammlungen du désert (kaum übersetzbarer feststehender Begriff: gemeint sind damit teils traditionelle, immer wieder genutzte, teils wechselnde, verschwiegene Plätze außerhalb bewohnter Ortschaften). Wanderprediger übernahmen die Rolle der fehlenden Pastoren. Überlieferungen sprechen z. T. von 5000–6000 Teilnehmern. Ab 1689 wurde die Strafe dafür noch drastischer als schon zuvor. Wer von den Dragonern überrascht und festgenommen wurde, gelangte in den Tour von Crest. Noch 1745 gab es Verurteilungen zu Galeerenfrondiensten, andere wurden mit Zuchthaus oder zum Galgen verurteilt. Erst am Vorabend der Revolution, 1775, wurden zwei Männer nach 30 Jahren Zuchthaus befreit. Entführungen von Kindern und deren Umerziehung in Klöstern zu römischen Katholiken waren an der Tagesordnung.
1752/53 begann eine – allerdings ungewisse – Toleranz. Verständlich ist daher die Begrüßung der Revolution, die 1789 u. a. die Gewissens- und Religionsfreiheit brachte. Ungeachtet aller Verfolgung, Auswanderung und dem erzwungenen Religionswechsel stellten die Hugenotten im 19. Jahrhundert 33 % der gesamten Bevölkerung des Diois. Zu Beginn des 20. Jahrhunderts bewirkten allerdings die bergige Landschaft, der nur mäßig fruchtbare Boden sowie der Mangel an Industrie eine zunehmende Landflucht v. a. bei der Jugend. Besonders die hugenottische Gemeinde verlor die Hälfte ihrer Mitglieder bis zum Ende des Jahrhunderts.
Während der deutschen Besatzung waren die hugenottischen Priester Anlaufstelle für den Widerstand, bei der Unterbringung von Juden und der Beschaffung von gefälschten Papieren. Seit dieser Zeit ist auch eine zunehmende Ökumenisierung zu beobachten, so dass konfessionelle Streitigkeiten heute weitgehend verschwunden sind.
Jedes Jahr zu Pfingsten findet auf dem Col de Menée ein Treffen der Hugenotten aus dem Diois, Trièves und europäischen Nachkommen der Hugenotten, die diesen Weg nahmen, zur Erinnerung an die Flucht im 17. Jahrhundert statt.

### Bevölkerungsentwicklung
| Jahr                       | 1962 | 1968 | 1975 | 1982 | 1990 | 1999 | 2005 | 2018 |
| Einwohner                  | 3546 | 4048 | 4062 | 3992 | 4230 | 4451 | 4376 | 4665 |
| Quellen: Cassini und INSEE |      |      |      |      |      |      |      |      |

## Sehenswürdigkeiten

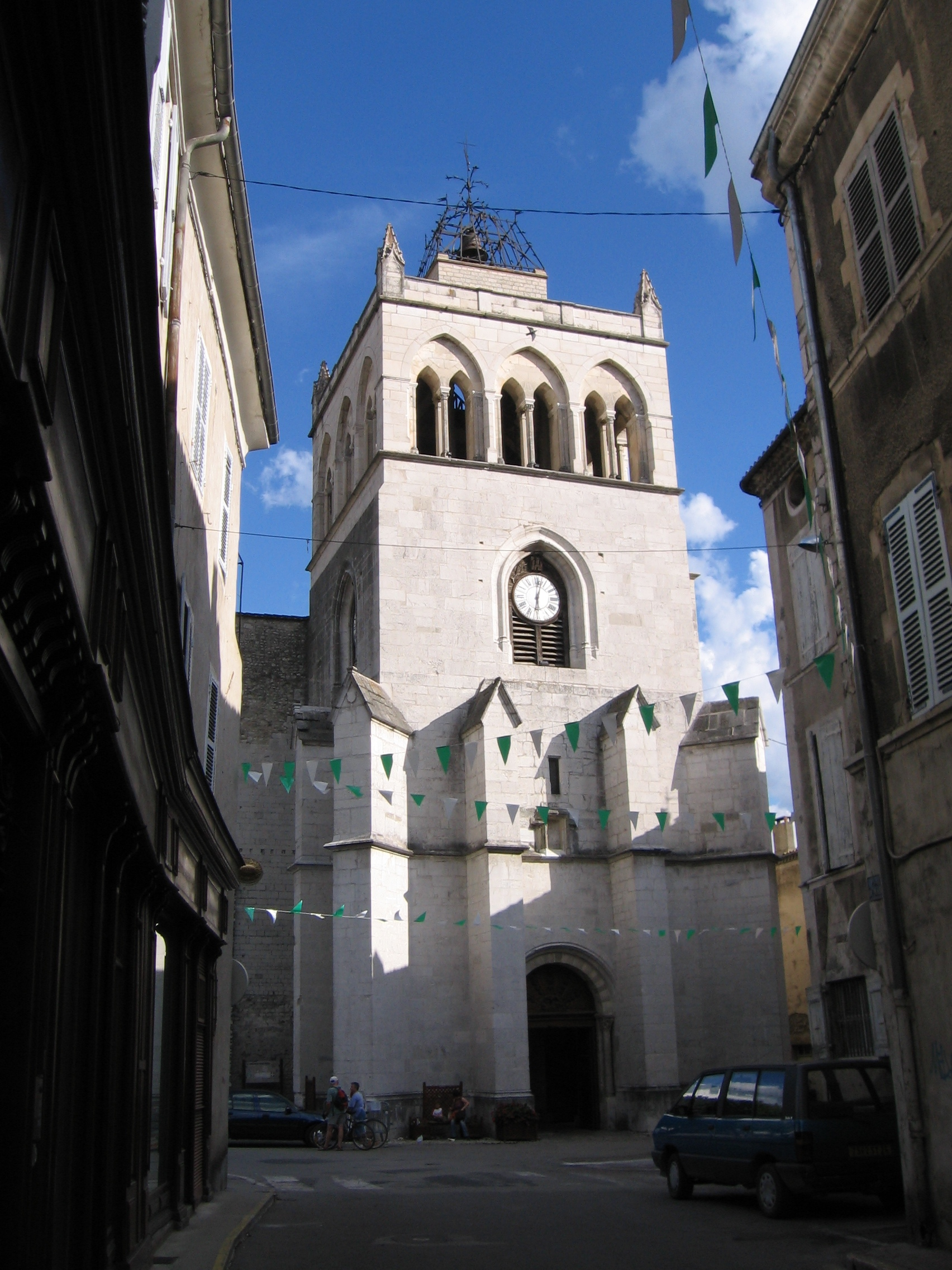
Kathedrale Notre-Dame

Blick in den nördlichen Abschnitt des Drômetals vom Col de Rousset kommend; Blickrichtung Westen

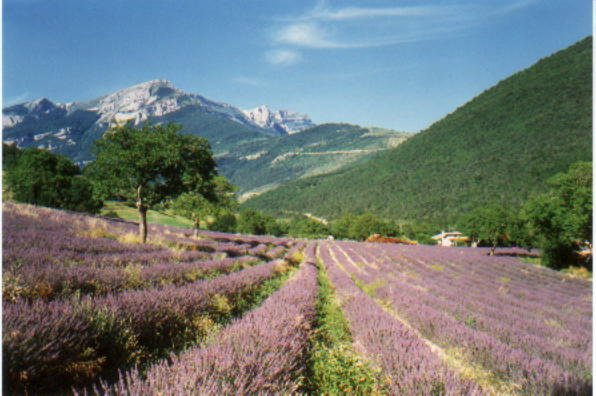
Lavendelfelder in Chamaloc vor dem Col de Rousset (Vercors)

- Der Statuenmenhir von Die wurde bei den Grottes de Choranche ausgestellt.
- Römische Stadtmauer mit dem Stadttor St. Marcel aus dem 3. Jahrhundert
- Kathedrale Notre-Dame, ursprünglich aus dem 12./13. Jahrhundert (noch erhalten: romanisches Portal und Südmauer). Nach der Zerstörung durch die Hugenotten wurde sie im 17. Jahrhundert wieder aufgebaut.
- Protestantische Kirche (Temple, kalvinistisch)
- Romanisches Mosaïque des quatre fleuves (Mosaik der vier Flüsse) aus dem 12. Jahrhundert in der Kapelle Saint-Nicolas im ehemaligen Bischofspalast (später Stadthaus).
- Mittwoch- und Samstagvormittag Markt mit überwiegend regionalen Angeboten vor dem Dom: (Ziegen-)Käse, Weine, rustikale Brotsorten, Fleisch / Wurst (z. B. Hirsch, Wildschwein, Pferd, Esel etc.), handwerkliche Gegenstände, Kleidung, Gebrauchsgegenstände und je nach Jahreszeit verschiedenes Gemüse, Obst-, Honigsorten, Walnüsse, Oliven aus Nyons etc.
- Cave coopérative (Weinkeller), die u. a. die traditionelle und in ganz Frankreich bekannte Clairette, Rot- und Weißweine anbietet.
- Daneben empfehlenswerte „unabhängige Anbieter“, so v. a. die „UJV“ (Union der jungen Weinkelterer).
- Die beherrschende Bergkuppel des Justin bildet in diesem Talabschnitt die westliche Begrenzung und eignet sich zum leichten Bergwandern (Chemin des 40 lacets – Weg der 40 Serpentinen) mit Blick über fast das gesamte Tal. Pkw-Zufahrt bis knapp unter dem Gipfel erlaubt. Am Gipfelkreuz informatives Panoramabild.
- Die schon alpine Glandasse (2041 m) ist die östliche Talbegrenzung und geeignet für anspruchsvollere Bergwanderer und Bergsteiger. Skigebiet am Col de Rousset mit mehreren Liften.

## Veranstaltungen
- Ende Juni gibt es in Die die weit über die Grenzen hinaus bekannte Transhumance. Hierbei handelt es sich um einen alten Brauch, bei dem Tausende von Schafen auf die Alm getrieben werden – und zuvor mitten durch die Stadt Die. Selbstverständlich wird das Ganze von Festivitäten begleitet.
- Am ersten Wochenende im Juli ist in Die das bekannte Fest Vogue mit Kirmes und Tanz, handwerklichen Märkten (Keramiken, „Bioprodukten“ etc.) und anderen Veranstaltungen über vier Tage. Abends auf der ehemaligen Place de la Mairie (Rathausplatz): Ball mit Tanz und Lifemusik. Samstags und sonntags überwiegend moderne Musik, Montagabend ist für die Älteren ball musette mit franz. Volkstanz, Walzer zu Akkordeonmusik – eine echte Touristenattraktion
- Im Juli gibt es in Saoû ein Straßenfest unter dem Motto die Fête du Picodon (Ziegenkäse).
- Im nahegelegenen Crest findet u. a. Mitte August ein Open-Air-Jazzfestival statt.
- Jedes Wochenende von Juli bis Ende September finden Dorffeste mit Tanzen, viel Clairette, Marquisette (Clairette mit Limo, Obst und Rum) in verschiedenen Dörfern des ganzen Departements der Drôme statt. Die schönsten sind in Pontaix (August), Barsac (bei Pontaix), Espenel (Mitte August) und Châtillon. Das letzte ist in Crest am letzten Wochenende im September mit großem Abschlussfeuerwerk.
- Am 14. Juli ist Tag der französischen Revolution mit Festen und abendlichem Feuerwerk. In der Kirche von Crest werden Requiems von den kleinen Sängern des Orchestre du Palais Royal aufgeführt. Anschließend gibt es auf dem Place des Cagnards ein Dinner unter den Platanen.
- September: Festival Est-Ouest in Die. Dies dient der Völkerverständigung, in den letzten Jahren vor allem zum ehemaligen Ostblock.

## Wirtschaft
Landwirtschaftliche Erzeugnisse: Kräuter, Oliven, Walnüsse, Esels-, Ziegen-, Wildschweinwurst, Lavendel-, Akazien-, Tannen-, Kastanienhonig, Ziegenkäse, Lavendelöl, -wasser, -kissen und andere Produkte, Obstsorten (weiße Pfirsiche, Melonen „de Cavaillon“, Erdbeeren, Kirschen usw.), spezielles Nougat, Trüffel-Pralinen und Trüffel (Pilz), Lammfellerzeugnisse, und natürlich Clairette, Weine usw. Ferner gibt es noch eine kleine Möbelindustrie, die u. a. wertvolles Kirschholz verarbeitet. Der Sommer- und zunehmende Wintertourismus spielt eine sehr wichtige wirtschaftliche Rolle.

## Städtepartnerschaften
Die unterhält bereits seit 1952 (seit 1991 offiziell) eine bis heute sehr rege deutsch-französische Städtepartnerschaft. Die Partner„stadt“ von Die ist Frankenau bei Marburg, genau genommen das kleine Dorf Louisendorf-Frankenau, das seine hugenottische Vergangenheit bis heute intensiv pflegt.
Weitere Partnerschaften:
- Wirksworth, Derbyshire, Vereinigtes Königreich
- Varallo, Piemont, Italien
- Kiskunfélegyháza, Komitat Bács-Kiskun, Ungarn
- Dhouge, Senegal

## Persönlichkeiten
- Beatriz de Dia (* um 1140; † nach 1175), Politiker
- Christophe Cavard (* 1970), Politiker
- Bryan Bouffier (* 1978), Rallyefahrer
- Bérénice Fulchiron (* 2000), Leichtathletin